# Конвей, Элиас Нельсон
Элиас Нельсон Конвей (англ. Elias Nelson Conway; 17 мая 1812 — 28 февраля 1892) — американский юрист и политик, 5-й губернатор штата Арканзас, который пробыл в этой должности 8 лет, дольше, чем любой другой губернатор штата в XIX веке. Период его губернаторства пришёлся на годы процветания Арканзаса. Конвей уделял внимание в основном внутренним улучшениям и выплатам долгов, образовавшихся после разорения арканзасских банков. В его второй срок в Арканзасе нарастали разногласия, которые впоследствии привели к Гражданской войне; жители штата были недовольны правление политической элиты (так называемой «Семьи»), и в 1860 году отклонили предложенного Конвеем преемника, что покончило с влияние «Семьи» в штате.

## Ранние годы
Конвей родился в 1813 году в теннессийском Гринвилле, в семье плантатора Томаса Конвея и его жены Энн Проктор. Он был самым младшим из семи сыновей Томаса, и всю юность следил за достижениями своих братьев, которые становились конгрессменами, верховными судьями, землемерами и врачами. Его брат Джеймс Конуэй в 1836 году стал первым губернатором Арказаса. Элиасу было 6 лет, когда его семья переехала в Миссури, сначала в округ Сент-Луис, потом в округ Ховард, и он получил начальное образование в школах Алонсо Пирсона и в академии Бонн-Фем округа Ховард. В 1833 году он вместе с братьями переехал в Арканзас, где в 1834 году стал заместителем федерального инспектора. 25 июля 1835 года территориальный губернатор Уильям Фултон назначил Конвея временным аудитором территории Арканзас, а позже в том же году Конвей стал постоянным аудитором. Когда Арказас получил статус штата, Конвей стал (1 октября 1836 года) его первым аудитором, и занимал эту должность до 1849 года.